# Joe Brown (boxe anglaise)
Pour les articles homonymes, voir Joe Brown (homonymie) et Brown.
Joe Brown est un boxeur américain né le 18 mai 1926 à Bâton-Rouge et mort le 4 décembre 1997 à La Nouvelle-Orléans en Louisiane.

## Carrière
Il devient champion du monde des poids légers le 24 août 1956 en battant aux points lors de leur second combat Wallace Bud Smith. Il conserve son titre 11 fois avant d'être détrôné par le portoricain Carlos Ortiz le 21 avril 1962. Ce combat est le tournant de la carrière de Brown car il s'ensuit une longue série de défaites jusqu'à sa retraite sportive en 1970, à 44 ans. 

## Distinctions
- Joe Brown est élu boxeur de l'année en 1961 par Ring Magazine.
- Brown - Charnley est élu combat de l'année en 1961.
- Il est membre de l'International Boxing Hall of Fame depuis 1996.

## Référence
1. ↑  (en) Joe Brown vs. Carlos Ortiz (boxrec.com)